# Zakaria Charara
Zakaria Charara (arabisch زكريا شرارة; * 1. Januar 1986 in Beirut) ist ein ehemaliger libanesischer Fußballspieler.

## Karriere

### Verein
Charara begann seine Laufbahn beim heimischen Al Nejmeh und gewann mit ihm 2009 die Libanesische Premier League. Sein weiterer Weg führte ihn in den folgenden Jahren in diverse Länder, z. B. nach Zypern, Malaysia oder den Irak. Zuletzt spielte er von 2015 bis zum Karriereende 2019 für Sagesse SC in Beirut.

### Nationalmannschaft
Von 2009 bis 20212 bestritt Charara insgesamt 10 Partien für die libanesische A-Nationalmannschaft und erzielte dabei einen Treffer. Dieser fiel am 1. April 2009 im Testspiel gegen Namibia (1:1).

### Erfolge
- Libanesischer Meister: 2009